# ياسين البحيري
ياسين البحيري (مواليد 13 يونيو 1994، الدار البيضاء) هو لاعب كرة قدم مغربي يشغل مركز لاعب وسط في نادي نهضة بركان.

## مسيرته

### مع الأندية
بدأ ياسين البحيري احتراف كرة القدم مع الرشاد البرنوصي، وبدأ اللعب في دوري الدرجة الأولى المغربي عام 2015 مع شباب الريف الحسيمي وهو في سن 21 عاما.
في 5 سبتمبر 2015، بدأ أول مباراة له مع شباب الريف الحسيمي بملعب أدرار خلال مباراة الذهاب ضد حسنية أكادير (انتهت بالهزيمة 2-1). وفي 21 سبتمبر 2015، سجل الهدف الوحيد في مباراة ضد شباب أطلس خنيفرة (انتهت بالفوز 1-0).
في 10 أغسطس 2017، وقّع عقدا لموسم واحد مع نادي اتحاد طنجة في صفقة انتقال حرّ بعد أن فكّ ارتباطه بفريقه السابق شباب الريف الحسيمي. في 9 سبتمبر 2017، لعب أول مباراة له مع النادي ضد نهضة بركان (انتهت بالفوز 0-3). في 9 ديسمبر 2017، سجل هدفه الأول مع النادي ضد نادي سريع وادي زم (انتهت بالفوز 1-0). أنهى موسمه بتتويجه رفقة نادي اتحاد طنجة بالبطولة الوطنية لأول مرة في تاريخ النادي، بمجموع 18 مباراة لعبها، سجل فيها هدفين وقدّم تمريرة حاسمة.
في 20 سبتمبر 2018، وقع لمدة موسمين مع نادي أولمبيك خريبكة. في 4 نوفمبر 2018، شارك لأول مرة مع النادي ضد يوسفية برشيد (انتهت بالهزيمة 2-0). في 12 يناير 2019، شارك لأول مرّة أساسيا وسجل هدفه الأول ضد نادي سريع وادي زم (انتهت بالتعادل 2-2). وفي 2 فبراير 2019، شارك في أول فوز للنادي هذا الموسم وذلك ضد المغرب التطواني (انتهت بالفوز 0-2).
في 25 أكتوبر 2020، وقع لمدة موسم مع نادي نهضة الزمامرة، النادي الذي صعد إلى الدرجة الأولى المغربية. في 11 ديسمبر 2020، لعب أول مباراة له مع النادي ضد الجيش الملكي (انتهت بالهزيمة 0-2). وفي 13 يوليو 2021، سجل هدفه الأول مع النادي في مرمى الفتح الرياضي (انتهت بالفوز 1-0).
في 27 أغسطس 2021، وقع لمدة موسم مع نادي مولودية وجدة. في 11 سبتمبر 2021، لعب أول مباراة له مع النادي الوجدي خلال مباراة في البطولة ضد أولمبيك خريبكة (انتهت بالتعادل 0-0). في 7 نوفمبر 2021، حصل على البطاقة الحمراء الأولى في مسيرته خلال مباراة ضد فريق يوسفية برشيد (انتهت بالهزيمة 1-0). في 13 فبراير 2022، سجل هدفه الأول مع النادي ضد الجيش الملكي (انتهت بالفوز 0-3). وفي نهاية الموسم ظهر ضمن قائمة المغادرين.
في 10 أغسطس 2022، وقع عقدًا لمدة ثلاثة مواسم مع نهضة بركان. في 10 سبتمبر 2022، شارك أساسيًا تحت قيادة المدرب عبد الحق بنشيخة في نهائي كأس السوبر الإفريقي ضد الوداد الرياضي. تم استبداله في الدقيقة 89 بـ آدما با. وانتهت المباراة بفوز نهضة بركان بالكأس بعد الانتصار بنتجية 2-0.

### مع المنتخب
في 30 ماي 2022، ظهر ياسين البحيري ضمن القائمة المكونة من 24 لاعبا اختارهم الحسين عموتة مع المنتخب المحلي لمعسكرين تحضيرين استعدادا لبطولة أمم إفريقيا للمحليين 2023.

## الألقاب
اتحاد طنجة
- الدوري المغربي (1)
  - البطولة: 2018

 نهضة بركان
- كأس العرش (1)
  - البطولة: 2022
- كأس السوبر الإفريقي (1)
  - البطولة: 2022
- كأس الكونفيدرالية الإفريقية
  - الوصافة: 2024

## روابط خارجية
- ياسين البحيري على موقع قاعدة بيانات كرة القدم.إي يو (الإنجليزية)
- ياسين البحيري على موقع كووورة